# Seznam okresů v Nevadě

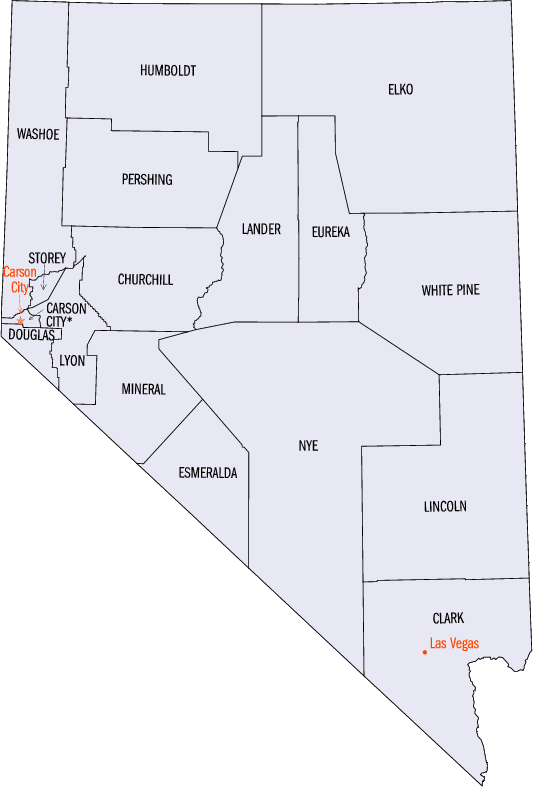
Mapa okresů v Nevadě

Seznam okresů v Nevadě uvádí přehled všech sedmnácti okresů ve státě Nevada ve Spojených státech amerických. Poštovní zkratkou státu je NV, kód FIPS je 32.
Při vzniku nevadského teritoria v roce 1861 bylo zřízeno devět okresů, z nichž okres Humboldt County existoval už od roku 1856 v rámci utažského teritoria. Při vstupu Nevady do Unie roku 1864 zde bylo jedenáct okresů.
Plošně největším okresem je Nye County (47 135 km²), nejmenším je Storey County (684 km²). Zvláštní status má hlavní město Nevady Carson City (410 km²), které je nezávislým městem, resp. městským okresem. Nejvíce obyvatel žije v okrese Clark County (přes 2 miliony obyv.), nejméně lidnatým je Esmeralda County (přes 700 obyv.). 
V okresech Nevady se nachází celkem devatenáct samosprávných měst.

## Seznam okresů
| Název okresu      | Kód FIPS | Správní sídlo okresu | Rok založení okresu | Původ okresu                                              | Původ názvu | Počet obyvatel (2024) | Rozloha (km²) | Mapa                       |
| ----------------- | -------- | -------------------- | ------------------- | --------------------------------------------------------- | --- | --------------------- | ------------- | -------------------------- |
| Carson City       | 510      | (nezávislé město)    | 1969                | město založeno 1858, v roce 1969 sloučeno s Ormsby County | řeka Carson, pojmenovaná po Kitu Carsonovi, horalu a vojákovi                                                                              | 58 148                | 373           | Carson City v Nevadě       |
| Clark County      | 003      | Las Vegas            | 1909                | vyčleněn z Lincoln County                                 | William A. Clark, senátor | 2 398 871             | 20 489        | Clark County v Nevadě      |
| Douglas County    | 005      | Minden               | 1861                | původní okres                                             | Stephen A. Douglas, senátor | 49 564                | 1 839         | Douglas County v Nevadě    |
| Elko County       | 007      | Elko                 | 1869                | vyčleněn z Lander County                                  | šošonské slovo označující bílou ženu | 54 363                | 44 501        | Elko County v Nevadě       |
| Esmeralda County  | 009      | Goldfield            | 1861                | původní okres                                             | Esmeralda Mining District, který svůj název získal podle legendy o značném množství smaragdů, jež se měly nacházet na dnešním území Nevady | 720                   | 9 295         | Esmeralda County v Nevadě  |
| Eureka County     | 011      | Eureka               | 1873                | vyčleněn z Lander County                                  | slovo „heuréka, které odkazuje na nálezy stříbra v oblasti                                                                                 | 1 877                 | 10 816        | Eureka County v Nevadě     |
| Humboldt County   | 013      | Winnemucca           | 1861                | původní okres                                             | řeka Humboldt, která svůj název získala podle přírodovědce Alexandera von Humboldta                                                        | 17 116                | 25 014        | Humboldt County v Nevadě   |
| Churchill County  | 001      | Fallon               | 1861                | původní okres                                             | Sylvester Churchill, generál | 26 033                | 12 766        | Churchill County v Nevadě  |
| Lander County     | 015      | Battle Mountain      | 1861                | původní okres                                             | Frederick W. Lander, generál | 5 785                 | 15 017        | Lander County v Nevadě     |
| Lincoln County    | 017      | Pioche               | 1866                | vyčleněn z Nye County + územní zisk od Arizony            | Abraham Lincoln, prezident | 4 345                 | 27 545        | Lincoln County v Nevadě    |
| Lyon County       | 019      | Yerington            | 1861                | původní okres                                             | Nathaniel Lyon, generál | 63 718                | 5 164         | Lyon County v Nevadě       |
| Mineral County    | 021      | Hawthorne            | 1911                | vyčleněn z Esmeralda County                               | minerály, které se v okolí nalézají | 4 475                 | 9 731         | Mineral County v Nevadě    |
| Nye County        | 023      | Tonopah              | 1864                | vyčleněn z Esmeralda County                               | James W. Nye, guvernér a senátor | 55 990                | 47 001        | Nye County v Nevadě        |
| Pershing County   | 027      | Lovelock             | 1919                | vyčleněn z Humboldt County                                | John J. Pershing, generál | 6 536                 | 15 563        | Pershing County v Nevadě   |
| Storey County     | 029      | Virginia City        | 1861                | původní okres                                             | Edward Farris Storey, osadník | 4 112                 | 684           | Storey County v Nevadě     |
| Washoe County     | 031      | Reno                 | 1861                | původní okres                                             | indiánský kmen Wašoů, který v oblasti žije                                                                                                 | 507 280               | 16 426        | Washoe County v Nevadě     |
| White Pine County | 033      | Ely                  | 1869                | vyčleněn z Lander County                                  | borovice rostoucí v oblasti | 8 534                 | 22 991        | White Pine County v Nevadě |